# Иван Голубец (тральщик)
«Иван Голубец», при закладке МТЩ «Радист», с 1982 года «Харьковский комсомолец», с 1992 года — снова «Радист», с августа 2005 года «Иван Голубец» — морской тральщик проекта 266М (шифр «Аквамарин») Черноморского флота ВМФ СССР и Черноморского флота ВМФ России.

## Служба

### ВМФ СССР
Морской тральщик «Радист» проекта 266М (шифр «Аквамарин») был заложен 17.11.1972 в посёлке Понтонный на Средне-Невском ССЗ (заводской номер № 920). 27.08.1973 года был спущен на воду. 26.12.1973 года вступил в строй и вошел в состав Черноморского флота.
С формированием 25 августа 1976 года 68-й бригады кораблей ОВР, тральщик входил в её состав, в 120-й дивизион. Базирование на Крымскую военно-морскую базу в Донузлаве. Бортовые номера 911.
В 1975 году осуществил боевую службу в Средиземном море (100 суток), пройдено 5000 миль, из них — 260 миль с тралами. В 1977 году боевая служба в проливе Босфор. В 1979 году боевая служба в Средиземном море. В 1982 году корабль был переименован в «Харьковский комсомолец». В 1983 году боевая служба в Атлантическом океане. Каждый последующий год — боевые службы в проливе Босфор, Атлантическом океане, дважды в Персидском заливе во время танкерной войны.

В зиму 1988—1989 годов выполнял задачи боевой службы в Персидском заливе. В феврале 1989 года отряд в составе БПК «Адмирал Захаров», вместе с плавбазой «Иван Колышкин», тральщиками «Контр-адмирал Першин», «Харьковский комсомолец» и «Вице-адмирал Жуков», выполнял задачи по охране мирного судоходства СССР в зоне Персидского залива. После боевой службы двух командиров кораблей наградили орденами, а матросов – медалями.

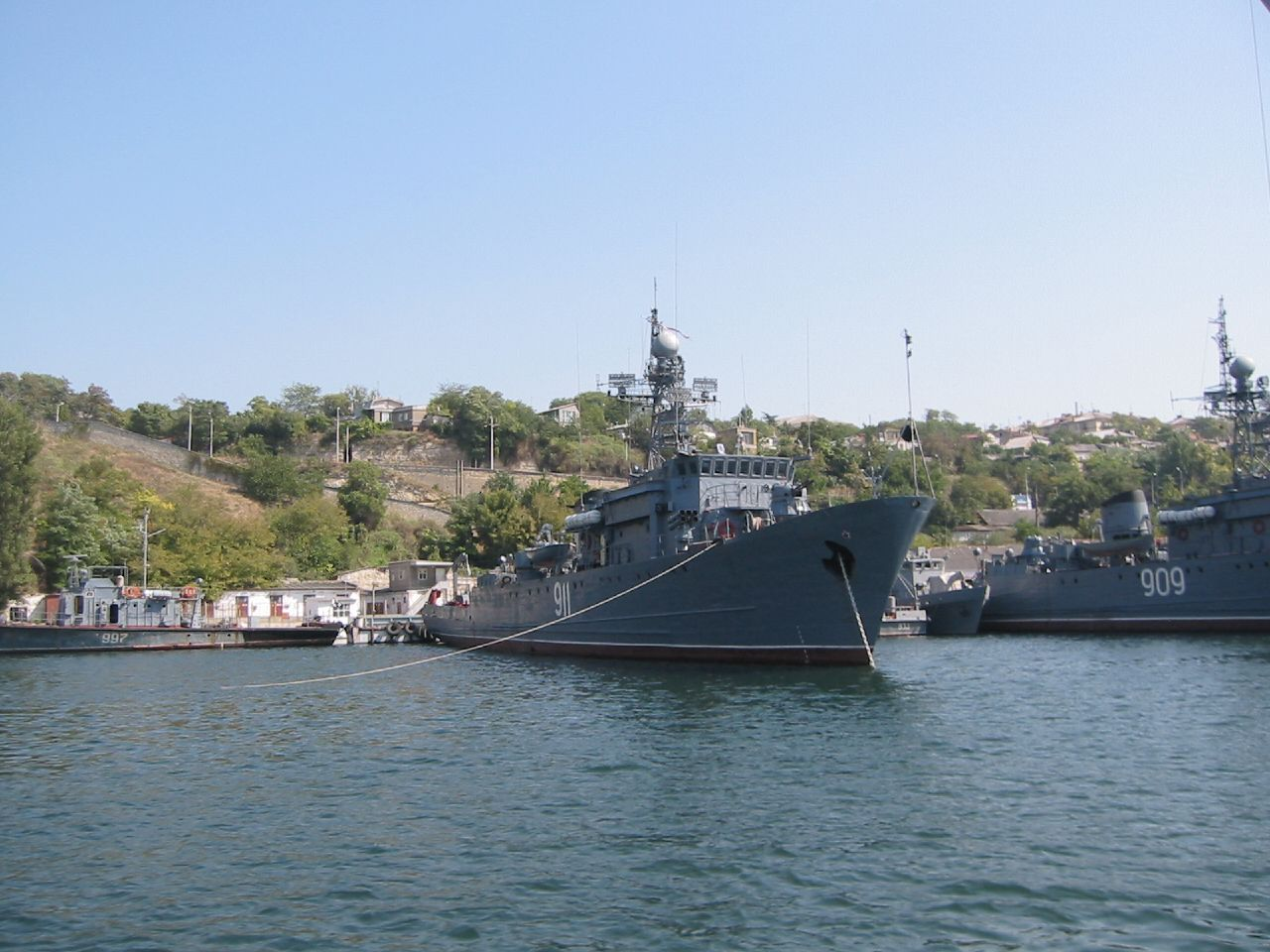
Морской тральщик пр.266М «Аквамарин» Иван Голубец в Южной бухте Севастополя.

В 1990 году — боевая служба в Атлантическом океане.

### ВМФ России
После распада СССР с 15 февраля 1992 года снова был переименован в «Радист». При разделе Черноморского флота в 1997 году отошел ВМФ России. С августа 2005 года тральщик «Радист» получил название «Иван Голубец» в честь Героя Советского Союза Голубца И. К., черноморского матроса-катерника, предотвратившего ценой жизни 25 марта 1942 детонацию глубинных бомб во время пожара на борту катера «СК-0121».
Тральщик входил в 418-й дивизион тральщиков 68-й бригады кораблей ОВР. В настоящее время входит в состав 149-й тактической группы противолодочных кораблей 68-й бригады кораблей ОВР с базированием на Стрелецкую бухту Севастополя.
В 2012 году проходил ремонт на судоремонтном заводе в Севастополе.
В августе-ноябре 2021 года проходил боевую службу в дальней морской зоне.
Тральщик «Иван Голубец» по данным зарубежных OSINT-исследователей предположительно был поврежден 29 октября 2022 года в ходе атаки воздушных и морских дронов на базу ВМФ России в Севастополе.

## Командиры

### ВМФ СССР
- капитан 3-го ранга Рекуц, Борис Николаевич (1980-1983)[8].

### ВМФ России
- капитан 3-го ранга Алексей Крейтор;
- капитан-лейтенант Валентин Тютькало (2012-2013)[5];
- капитан 3-го ранга Алексей Петрачков;
- капитан 3-го ранга Андрей Шалыгин[3];
- капитан 3-го ранга Антон Перов (2021-?)[3];
- капитан 3-го ранга Сергей Заугольников[1].

## Примечание
1. 1 2 3 4 5 6 7 8  Морской тральщик "Иван Голубец". Черноморский флот - информационный ресурс (2024). Дата обращения: 7 декабря 2024. Архивировано 3 ноября 2024 года.
2. ↑  Розин А. Персидская эпопея советского флота (рус.). Советский флот в войнах и конфликтах «холодной войны».. Дата обращения: 12 июля 2009. Архивировано 4 апреля 2012 года.
3. 1 2 3 4  С именем героя на борту // Флаг Родины : газета. — 2021. — 4 декабрь.
4. ↑  Дубровский В. Г. Навечно в строю // За родной Севастополь. — 2-е изд., доп. — М.: Молодая гвардия, 1983. — С. 95-99.
5. 1 2  Андрей Лубянов. К морю готовы // Флаг Родины : газета. — 2013. — 2 апрель (№ 36 (26799)). — С. 4.
6. ↑  Alessio Patalano. Ukraine’s drone raid on Russian naval base was tactically innovative but not revolutionary (англ.). Australian Strategic Policy Institute (10 ноября 2022). Дата обращения: 27 января 2023. Архивировано 29 января 2023 года.
7. ↑  Considering the implications of the attack on the Russian fleet in Sevastopol (англ.). Navy Lookout (7 ноября 2022). Дата обращения: 27 января 2023. Архивировано 29 января 2023 года.
8. ↑  Соловьёв Валерий, Садовой Александр. Донузлавцы. — Симферополь: Таврида, 2014. — С. 45. — 736 с. — 500 экз.